# Rocker-Bogie
Das Rocker-Bogie-System ist ein Fahrwerk mit Bogie-Achsen, welches bei verschiedenen Marsrovern der NASA eingesetzt wurde. Rocker bedeutet so viel wie Wippe und bezieht sich auf die Aufhängung der Räder. Diese kann so Unebenheiten des Bodens ausgleichen. Die beiden großen Wippen sind mit dem Chassis über ein Differential verbunden. Dies bewirkt, dass das Chassis sich auch bei großen Bewegungen der einzelnen Räder oder Wippen relativ wenig bewegt. Da alle sechs Räder mit voneinander unabhängigen Motoren einzeln angetrieben sind, können auch Hindernisse, welche größer als ein Raddurchmesser sind, überwunden werden. Bei den Mars Exploration Rovern und bei Curiosity können die vorderen und hinteren Räder jeweils einzeln um eine senkrechte Achse gedreht werden. So können neben den üblichen Lenkaufgaben, also dem Fahren von Kurven, auch Drehungen auf der Stelle in einfacherer Weise ausgeführt werden als etwa mit einem Kettenfahrwerk.

Rocker-Bogie-System in Bewegung
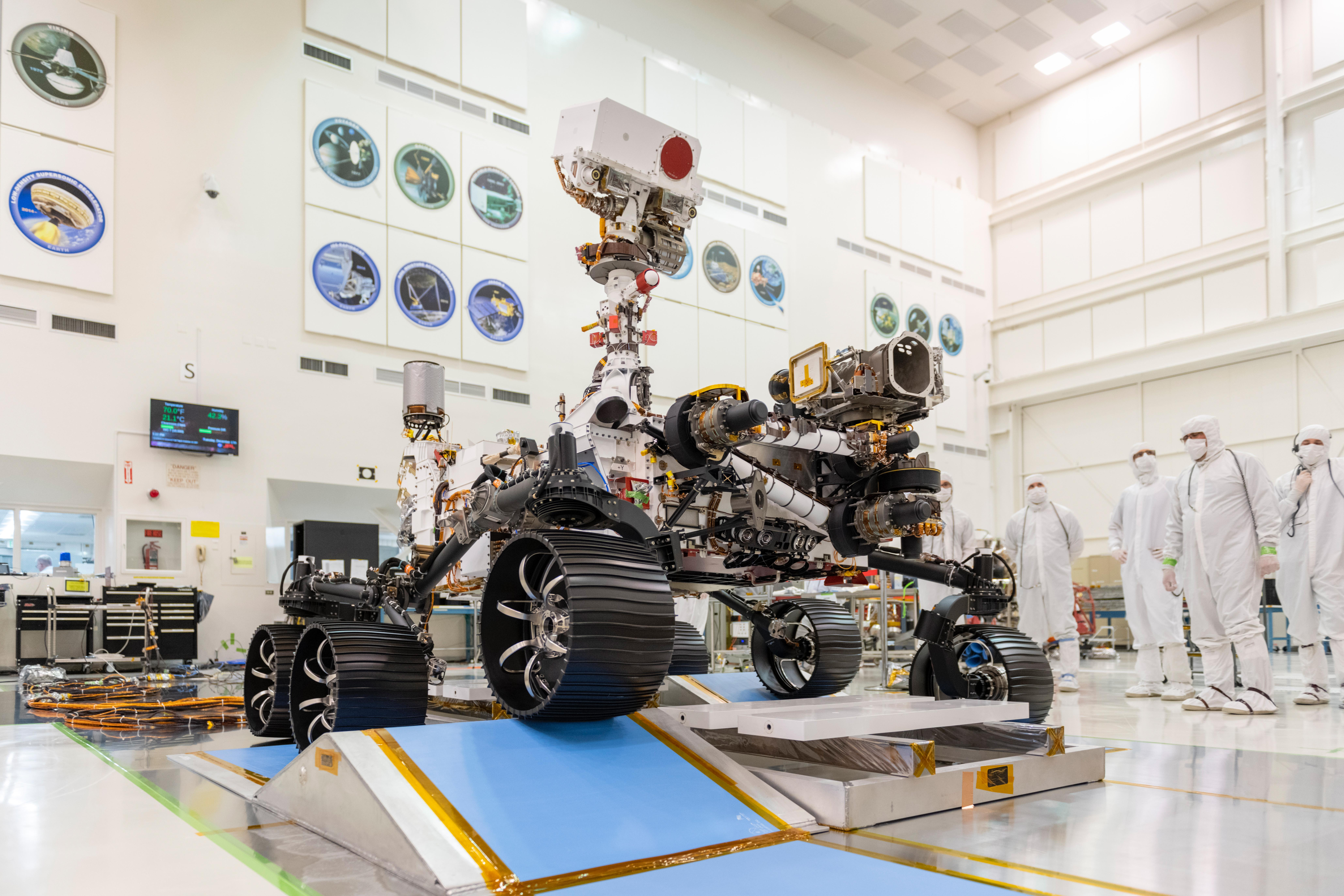
Perseverance im JPL
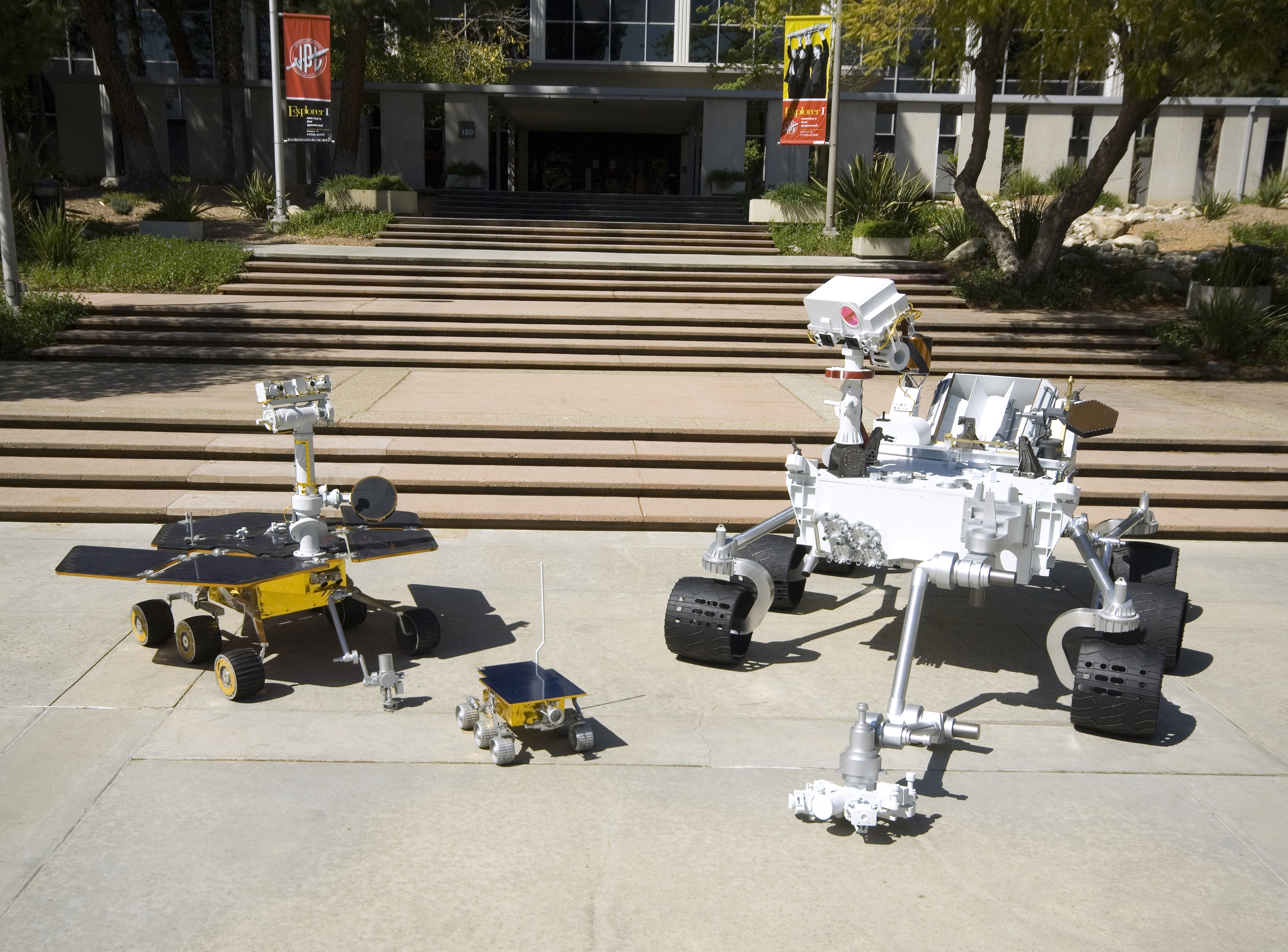
Drei Rover im Größenvergleich

## Bisherige Rover mit dem Rocker-Bogie-System
- 1996 landete mit der Marssonde Mars Pathfinder der kleine Rover Sojourner auf dem Mars, mit dem die Rovertechnik, darunter auch das Rocker-Bogie-Fahrwerk, grundlegend erprobt wurde.
- 2003 landeten die Rover Spirit und Opportunity des Mars-Exploration-Rover-Programms auf dem Mars. Beide Rover übertrafen die vorgesehene Mindesteinsatzzeit um ein Vielfaches. Opportunity war vierzehn Jahre im Einsatz, bis die Mission (nach Verlust des Funkkontakts im Sommer 2018) im Februar 2019 beendet wurde. Mit Spirit besteht seit 2010 kein Kontakt mehr.
- 2012 landete das Mars Science Laboratory (auch Curiosity) auf dem Mars. Curiosity ist noch immer in Betrieb.
- Im Februar 2021 landete der Rover Perseverance auf dem Mars.